# Casa das Figuras

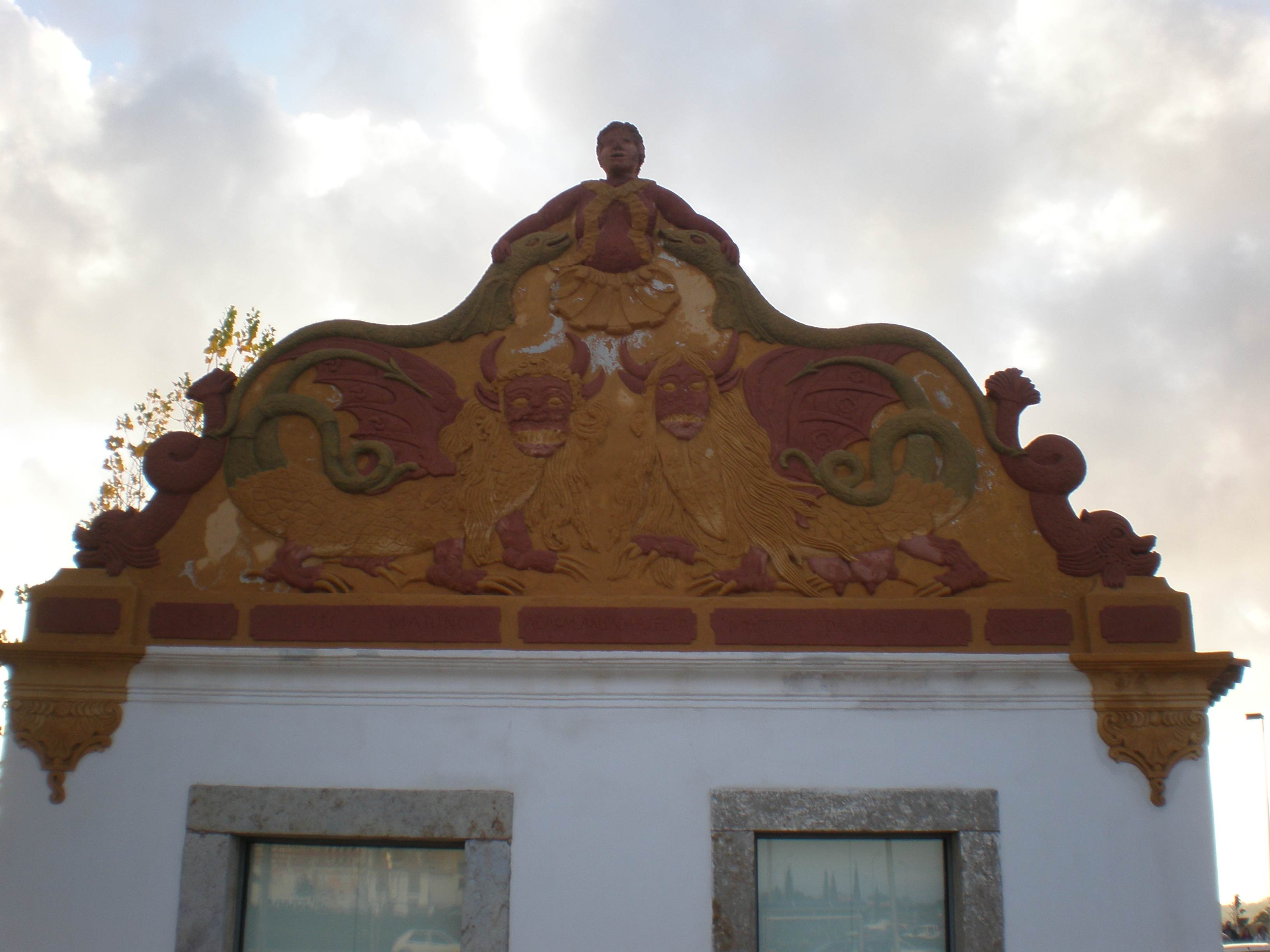
Fachada da Casa das Figuras, Faro.

A Casa das Figuras é um edifício histórico situado na entrada oeste da cidade de Faro, na freguesia de Faro (Sé e São Pedro), cuja fachada ostenta uma exuberante ornamentação (dois monstros encimados por uma figura humana) em massa, dos meados do século XVIII.
Este edifício funcionava antigamente como celeiro do adjacente Solar da Horta do Ourives (ou Solar do Capitão Mor), integrando com este, hoje, o complexo do Teatro das Figuras (tendo a este último emprestado o nome), sede do Teatro Municipal de Faro.
De registar as semelhanças entre as figuras deste edifício e as que se podem encontrar no Celeiro de São Francisco, tendo sido todas elas mandadas executar pelo Desembargador Veríssimo de Mendonça Manuel.
A Casa das Figuras, que é atualmente a sede da Orquestra Clássica do Sul, encontra-se classificada como Imóvel de Interesse Público desde 1978.

## Ligação exterior
- «Fotos da Casa das Figuras (em página do Ministério da Cultura)»